# Delminichthys krbavensis
Delminichthys krbavensis là một loài cá trong họ Cyprinidae.
Nó chỉ được tìm thấy ở Krbavsko Polje in Croatia, in a single karstic freshwater spring.
It has disappeared from stream habitats, and is threatened by further habitat loss.